# Enrique Arredondo
Enrique Arredondo (2 de abril de 1906 - 15 de noviembre de 1988) fue un actor humorístico cubano, que se destacó en el teatro y la televisión, y que además incursionó en el cine y la radio.
Bernabé, nombre con el cual se le conoció en Cuba, en alusión a uno de sus personajes más populares, trabajó desde muy joven en diversos oficios hasta que en 1923, con sólo 17 años comienza a interpretar al clásico Negrito del Teatro Vernáculo Cubano.

## Sus inicios en el Teatro
Desde 1923 Enrique Arredondo se mantuvo actuando en diversas compañías de teatro como la Compañía de Manuel Bolaños, la de Mario Sorondo y la de Guillermo Moreno. Con estas y otras agrupaciones de este tipo Arredondo recorrió Cuba en incontables ocasiones, a la vez que escribía una buena cantidad de sainetes, apropósitos y revistas. En 1928 formó una compañía junto con el periodista y autor Luis Amado Francés, con Federico Piñero en 1930, con José Sanabria en 1931 y con Pedro Castany  en varias ocasiones a partir de 1934, hasta que finalmente, en 1940 funda su propia agrupación escénica.
En este año 1934 es contratado para sustituir a Sergio Acebal en el personaje del Negrito en el Alhambra. Enrique Arredondo llegó a ser considerado uno de los mejores intérpretes de este tipo de personaje, junto a Ramón Espígul, Alberto Garrido y el propio Sergio Acebal.
Realizó presentaciones en Tampa, en Puerto Rico y en varias ciudades de México como Mérida, Veracruz, Campeche, Oaxaca, Chiapas y México D.F., donde fue contratado para actuar en una revista musical junto a figuras tan relevantes como los cómicos Tin Tan y "Palillo".

## Radio
Sus inicios en este medio fueron con el personaje Virutica, después le dio vida a Chicharito, que luego se mantuvo por más de 10 años en la radio como parte del dúo Chicharito y Sopeira, en las voces de Federico Piñero y Alberto Garrido. Otro personaje radial fue el Doctor Chapotín, creado para la emisora CMQ en 1947, y que retomaría más tarde para la televisión. 
Desde 1979 hasta su muerte participó también el programa Alegrías de Sobremesa, junto a Idalberto Delgado y Wilfredo Fernández.

## Cine
Su primera experiencia cinematográfica fue en 1950, en la película Que suerte tiene el cubano, a la cual le siguió Nuestro hombre en La Habana (1959), con Noel Coward, Alec Guinness y Mauren O’Hara.
En 1977 participa en Son o no Son de Humberto García Espinosa.

## Televisión
Es en este medio, junto al teatro, donde Enrique Arredondo hizo sus mayores y más recordados aportes.
Comenzó en 1956 en los programas Sitio Alegre, Mi familia, El show del mediodía, y posteriormente en el programa dominical Revista Regalías. En 1961 retomó su carrera teatral durante algunos años, volviendo a su papel de Negrito.
Cuando regresa a la televisión comienza a incorporar nuevos personajes. Surge entonces el guapo Cheo Malanga en el programa San Nicolás del Peladero, así como el regreso del Doctor Chapotín'. En 1969 se incorpora al elenco de un programa muy popular conocido como Detrás de la fachada, donde creó a Bernabé, el más conocido y popular de sus personajes. En Cuba se recuerda una anécdota según la cual, en una transmisión en vivo de este programa el personaje de Bernabé amenaza a su nieto con si no te portas bien, te voy a castigar viendo muñequitos rusos; frase que le costó al actor una dura sanción laboral. Por aquellos años se las arregló para suplir la prohibición tácita de decir "morcillas" (chistes improvisados) con la introducción de frases que, repetidas, fueron haciéndose clásicas y de manejo popular, como "No pué seee", "No mentira, tu me está engañando", o "¡Atrevidoooo!"
En este programa Arredondo compartió el escenario con Cepero Brito, Consuelito Vidal. Con el gran Germán Pinelli hizo grandes escenas en San Nicolás del Peladero.

## Sus últimos años
En 1981 la editorial Letras Cubanas publicó La vida de un comediante, autobiografía escrita por Enrique Arredondo donde narra su vida personal y artística hasta 1979. En este libro se reflejan las difíciles condiciones en que desarrollaban su labor los artistas teatrales cubanos. Su autobiografía también nos revela otra de sus grandes pasiones: la pelota; aunque nunca jugó como pelotero profesional, participó en no pocas ocasiones en juegos entre equipos de los territorios a los cuales también brindaba su arte.  
En 1986, comienzan los primeros síntomas de una enfermedad que finalmente le causaría la muerte. Sin embargo, continúa trabajando, y participa en varios proyectos y revistas satírico-musicales, en colaboración con los autores Enrique Núñez Rodríguez, Héctor Zumbado y Alberto Luberta.
Murió el 15 de noviembre de 1988. Su aporte de personajes inolvidables y textos teatrales permanece en el recuerdo y la tradición de los cubanos. Enrique Arredondo fue uno de esos artistas populares formados gracias al talento y a la experiencia en los escenarios. Se consideró a sí mismo un seguidor de su ídolo Arquímedes Pous, y es considerado junto a otros actores y actrices como Alicia Rico, Candita Quintana y Leopoldo Fernández como un clásico del teatro bufo cubano.